# 康富泉
康富泉（1933年—），湖南长沙人，中国人民解放军将领、中国人民解放军中将。
毕业于解放军政治学院。1993年，接替周坤仁，担任南海舰队政治委员。1996年，由赵英福接任。1993年，授中国人民解放军中将军衔。